# Donald Hawgood
Donald Hawgood   (Toronto, 20 de març de 1917 - Toronto, 8 de juliol de 2010) fou un piragüista en aigües tranquil·les canadenc que va competir durant la dècada de 1950.
El 1952 va prendre part en els Jocs Olímpics d'Estiu de Hèlsinki, on guanyà la medalla de plata en la prova del C-2, 10.000 metres del programa de piragüisme. Formà parella amb Kenneth Lane.